# Hermann Noë
Hermann Noë (* 8. Dezember 1879 in Zweibrücken; † 4. September 1961 in Bremerhaven) war ein deutscher Maschinenbauingenieur und Werftdirektor der Schichau-Werft.

## Biografie
Hermann Noë studierte nach dem Abitur Maschinenbau an der Technischen Hochschule Karlsruhe. 1907/08 wurde er Mitglied der Landsmannschaft Ascania-Brandenburgia Charlottenburg. 1929 übernahm er die Geschäftsführung der Schichau-Werft in Danzig, heute Werft Danzig. Nach dem Zweiten Weltkrieg gründete er den Maschinenbetrieb F. Schichau AG in Bremerhaven als Schiffsreparaturbetrieb, der ab 1949 auch wieder Schiffe baute. 1956 trat Noë zurück und sein Sohn Hermann Noë jun.  (* 1921) übernahm den Vorstandsvorsitz, während er Aufsichtsratsvorsitzender wurde.
Sein Bruder war der Industrielle Ludwig Noë.